# Stor-Gissjön
Stor-Gissjön är en sjö i Sundsvalls kommun i Medelpad och ingår i Harmångersåns huvudavrinningsområde. Sjön har en area på 0,668 kvadratkilometer och ligger 332 meter över havet.

## Delavrinningsområde
Stor-Gissjön ingår i det delavrinningsområde (690306-153927) som SMHI kallar för Ovan Häbbersån. Medelhöjden är 353 meter över havet och ytan är 33,14 kvadratkilometer. Räknas de 9 avrinningsområdena uppströms in blir den ackumulerade arean 72,46 kvadratkilometer. Skansån (Lillån) som avvattnar avrinningsområdet har biflödesordning 2, vilket innebär att vattnet flödar genom totalt 2 vattendrag innan det når havet efter 83 kilometer. Avrinningsområdet består mestadels av skog (91 procent). Avrinningsområdet har 0,67 kvadratkilometer vattenytor vilket ger det en sjöprocent på 2 procent.